# مدرسة فاس الجديد
مدرسة فاس الجديد، المعروفة أيضا باسم مدرسة دار المخزن، كانت في القرن 14 مدرسة إسلامية بناها المرينيون في فاس الجديد بالمغرب. تم تحويل المدرسة لاحقًا إلى مسجد وتم دمجها في دار المخزن الموسعة (القصر الملكي) في فاس، حيث لا تزال قائمة حتى اليوم.

## تاريخ
في عام 1320، بنى السلطان المريني أبو سعيد مدرسة تقع على مسافة قصيرة جنوب الجامع الكبير بفاس الجديد. أصبحت تعرف باسم مدرسة فاس الجديد أو مدرسة دار المخزن. كانت المدرسة الثانية فقط التي بناها المرينيون في فاس، وأول مدرسة كانت مدرسة الصفارين التي تأسست عام 1271 بالقرب من جامعة القرويين. بعد فترة وجيزة، في عام 1321، في عهد أبو سعيد أيضًا، تم بناء مدرسة الصهريج بالقرب من جامع الأندلس. وفقًا لذلك، من المحتمل أن يكون أبو سعيد قد رغب في إنشاء مراكز تعليمية حول كل من مساجد فاس الكبرى. ومع ذلك، لا يبدو أن مدرسة فاس الجديد تطورت لتصبح مركزًا رئيسيًا للتعلم، وبدلاً من ذلك ظلت جامعة القرويين والمدارس المرينية الأخرى التي تم بناؤها لاحقًا في فاس البالي أكثر المدارس شهرة. تم استيعابها لاحقًا من قبل مجمع القصر الملكي عندما قام السلطان مولاي الحسن (حكم 1873 - 1894) بتوسيع منطقة المشور من القصر إلى الشمال الشرقي، مما أدى إلى عزل المدرسة عن المسجد ودمجها في المشور الداخلي. تم تجديد المدرسة، التي كان من المحتمل أن تكون مهجورة قبل ذلك، ومنحت مئذنة، قبل تجديدها مرة أخرى خلال فترة الاحتلال الفرنسي في وقت ما بعد عام 1924.

## العمارة
يعتبر التصميم الأساسي للمدرسة نموذجيًا للمدارس الدينية الأخرى في ذلك الوقت. إنها تتمحور حول فناء مستطيل (الصحن)، قياس 10.3 من 9.25 متر، مع حوض ماء مستطيل في مُنتصفه. على طول الجانبين (الجانب الغربي والشرقي) كان هناك رواق من الأقواس خلفه غرف صغيرة لإيواء الطلاب. لا تحتوي المدرسة ومعرضها على طابق علوي في الوقت الحاضر، ولكن من المحتمل أن يكون بها طابق في الأصل، يشبه إلى حد كبير مدرستي الصهريج أو العطارين في نفس العصر. على الجانب الشمالي من الفناء يوجد المدخل الرئيسي، بينما يقابله عبر الفناء إلى الجنوب، قاعة صلاة واسعة. يمكن الدخول إلى قاعة الصلاة من خلال ثلاثة أبواب بأقواس حدوة الحصان: مدخل مركزي كبير واثنان أصغر على كلا الجانبين. زينت واجهات الفناء بمنافذ أو أقواس مصمتة مؤطرة بالخشب المنحوت والزخارف الجصية. تم تزيين قاعة الصلاة بشكل أكبر، على الرغم من أن المحراب نفسه فقد أي زخرفة أصلية. في الزاوية الشمالية الغربية للمبنى توجد مئذنة لم تكن جزءًا من المبنى الأصلي ولكن أضافها مولاي الحسن عندما تم دمج المدرسة في القصر.